# Igreja de São Francisco (Estremoz)
A Igreja conventual de São Francisco, que pertencia à Ordem dos Frades Menores, situa-se na freguesia de Estremoz (Santa Maria e Santo André), no município de Estremoz, Distrito de Évora, Portugal.
A Igreja de São Francisco está classificada como Monumento Nacional juntamente com o túmulo de Esteves Gatuz, desde 1924, encontrando-se aberto ao público diariamente das 14 às 19 horas.

## História e características
Foi construída no local onde já existia uma ermida dedicada a S. Bento, no reinado de D. Afonso III (1248-1279), cujo brasão figura no fecho do arco da Capela-mor.
Edifício classificado como Monumento Nacional, 
No interior situa-se a capela dos Terceiros Franciscanos e a capela de D. Fradique de Portugal (monumento nacional).
Nesta igreja encontram-se sepultadas figuras de relevo da História de Portugal, tais como, Vasco Álvares Pereira, irmão de D. Nuno Álvares Pereira, D. Fradique de Portugal e António Henriques da Silveira, Desembargador do Paço. Existe a crença de que D. Pedro I, que, de acordo com a crónica de Fernão Lopes, morreu em Estremoz, aqui teria falecido.
O túmulo de Vasco Esteves Gatuz (século XIV), também classificado como monumento nacional, "enquadra-se na arte gótica funerária do Claustro trecentista da Catedral de Évora", segundo José Filipe Mendeiros. Está feito com mármore de Estremoz, e a figura esculpida no topo, representa o escudeiro. Lateralmente estão representadas cenas de falcoaria.
Em frente da porta da Igreja encontra-se o cruzeiro manuelino de São Francisco.

## Galeria

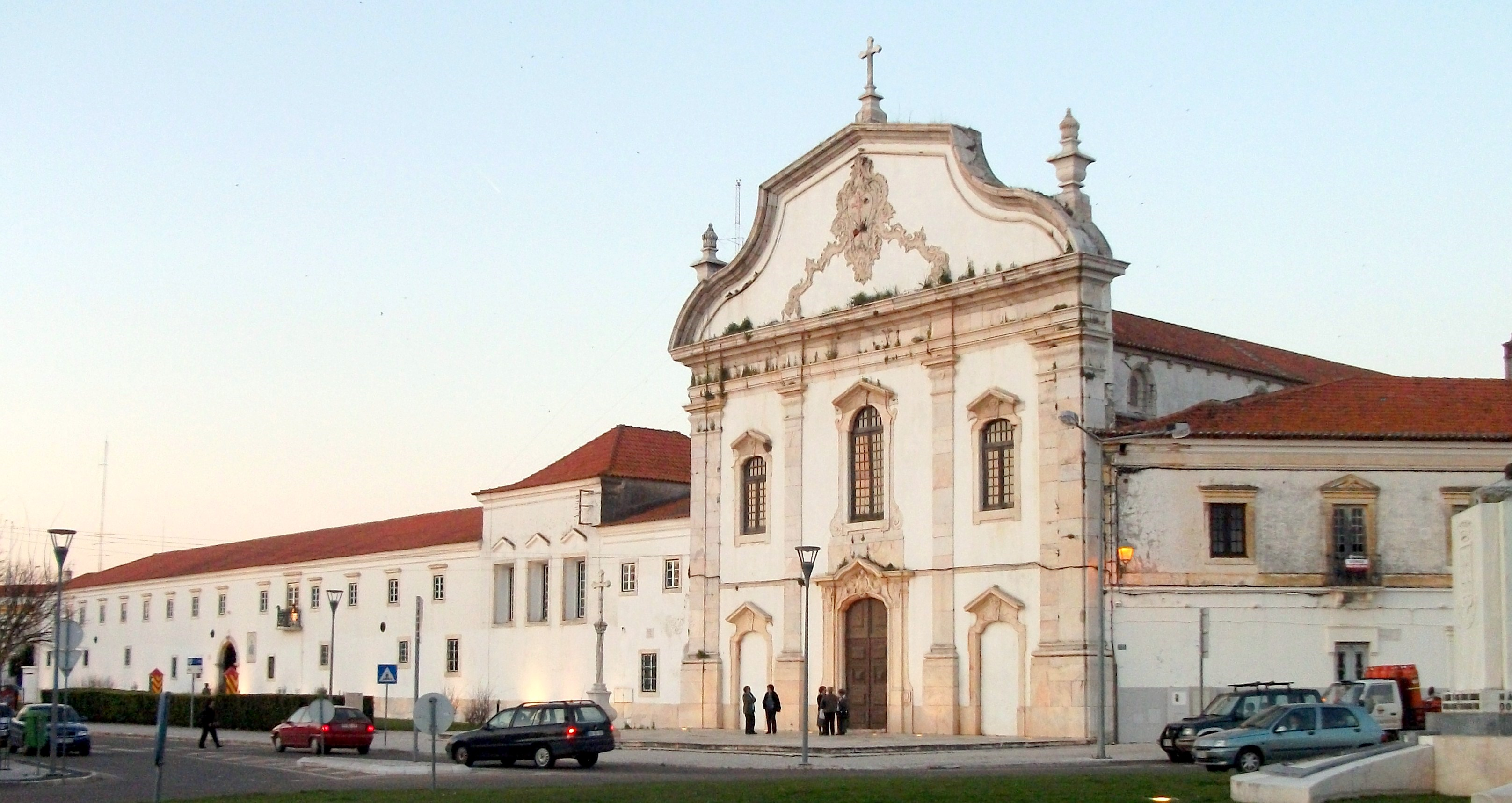
Igreja e Convento de São Francisco.
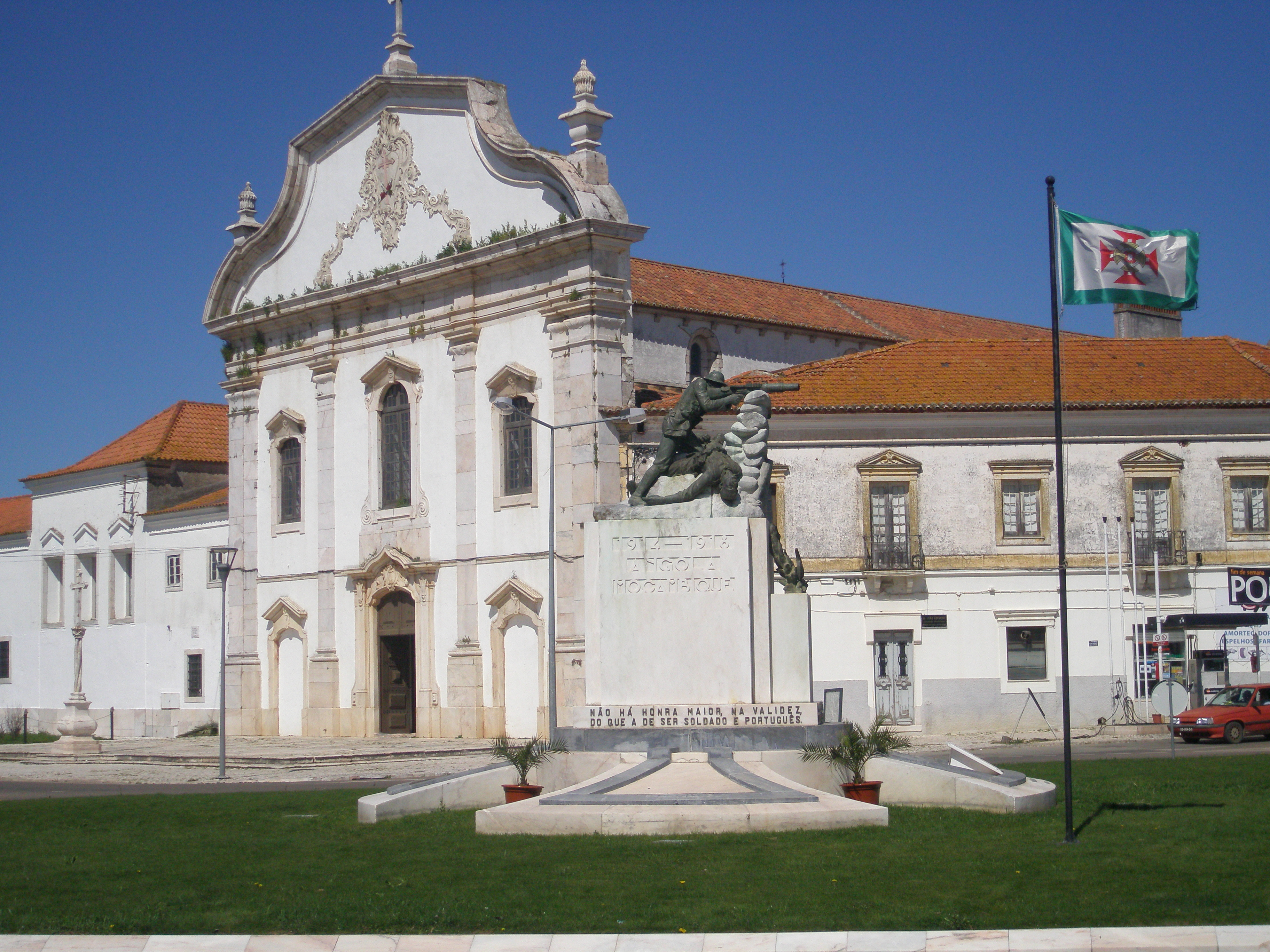
Exterior da Igreja de São Francisco.
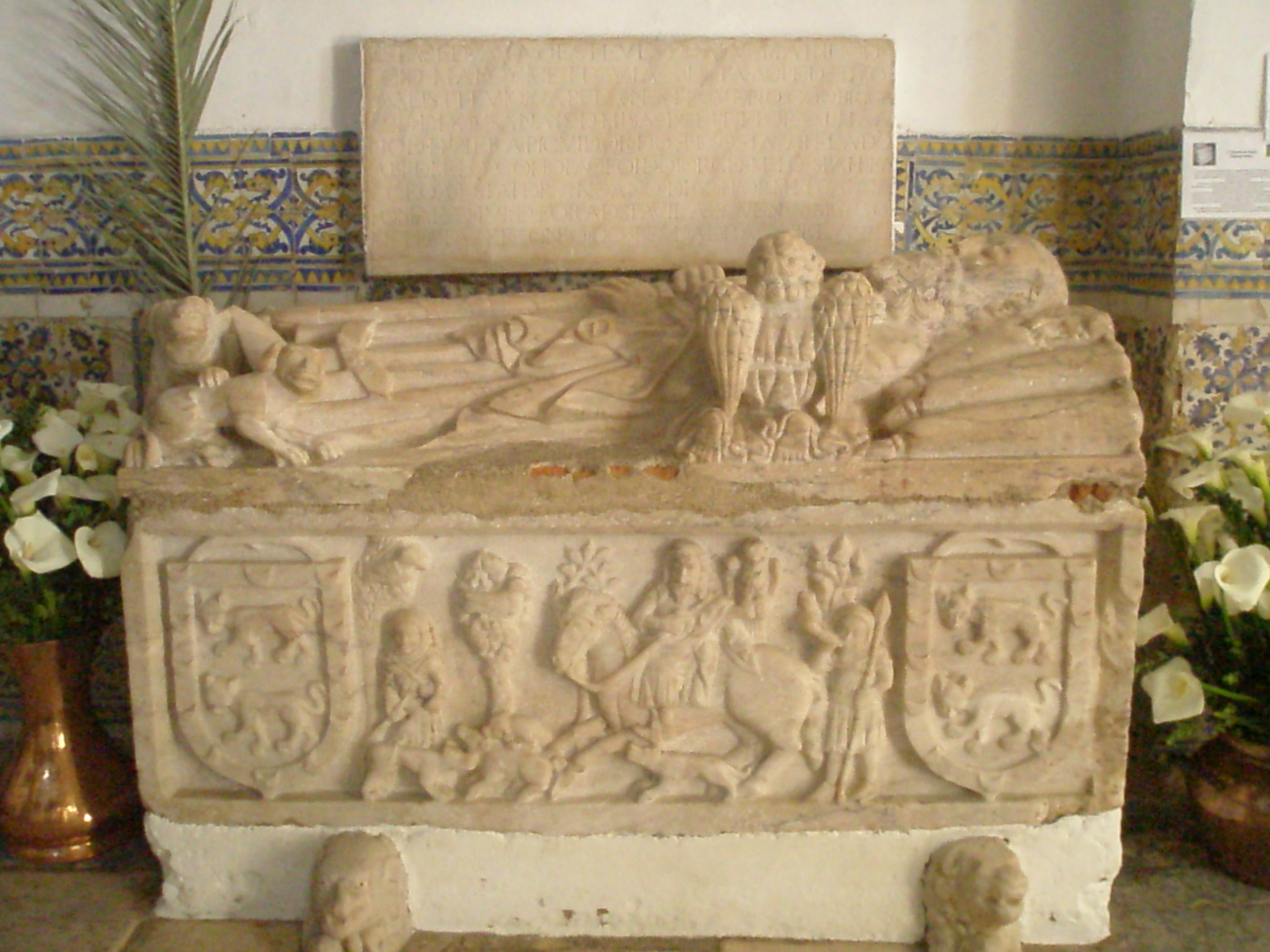
Túmulo de Esteves Gatuz.
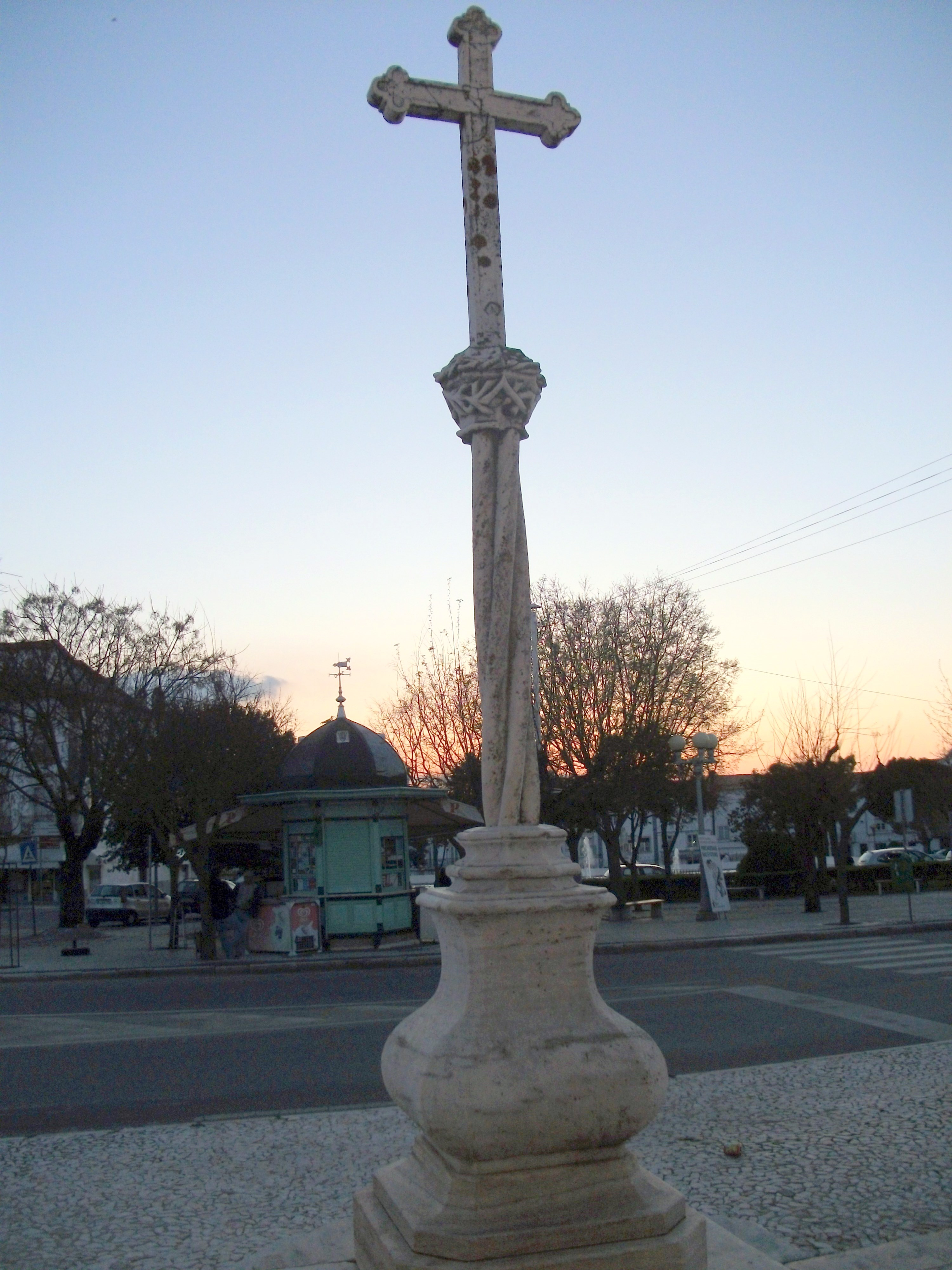
Cruzeiro de São Francisco.
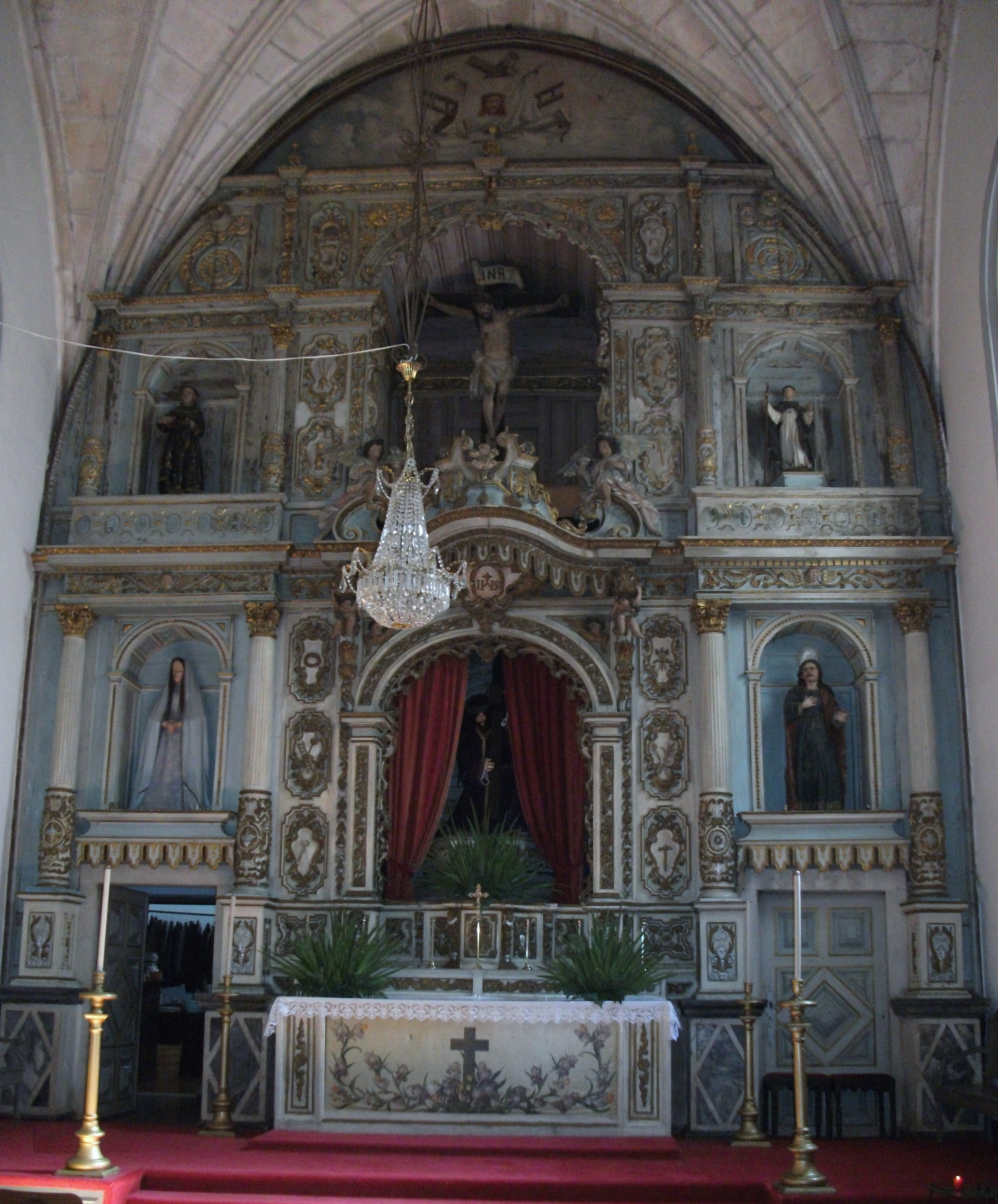
Altar da Capela de D. Fradique de Portugal.
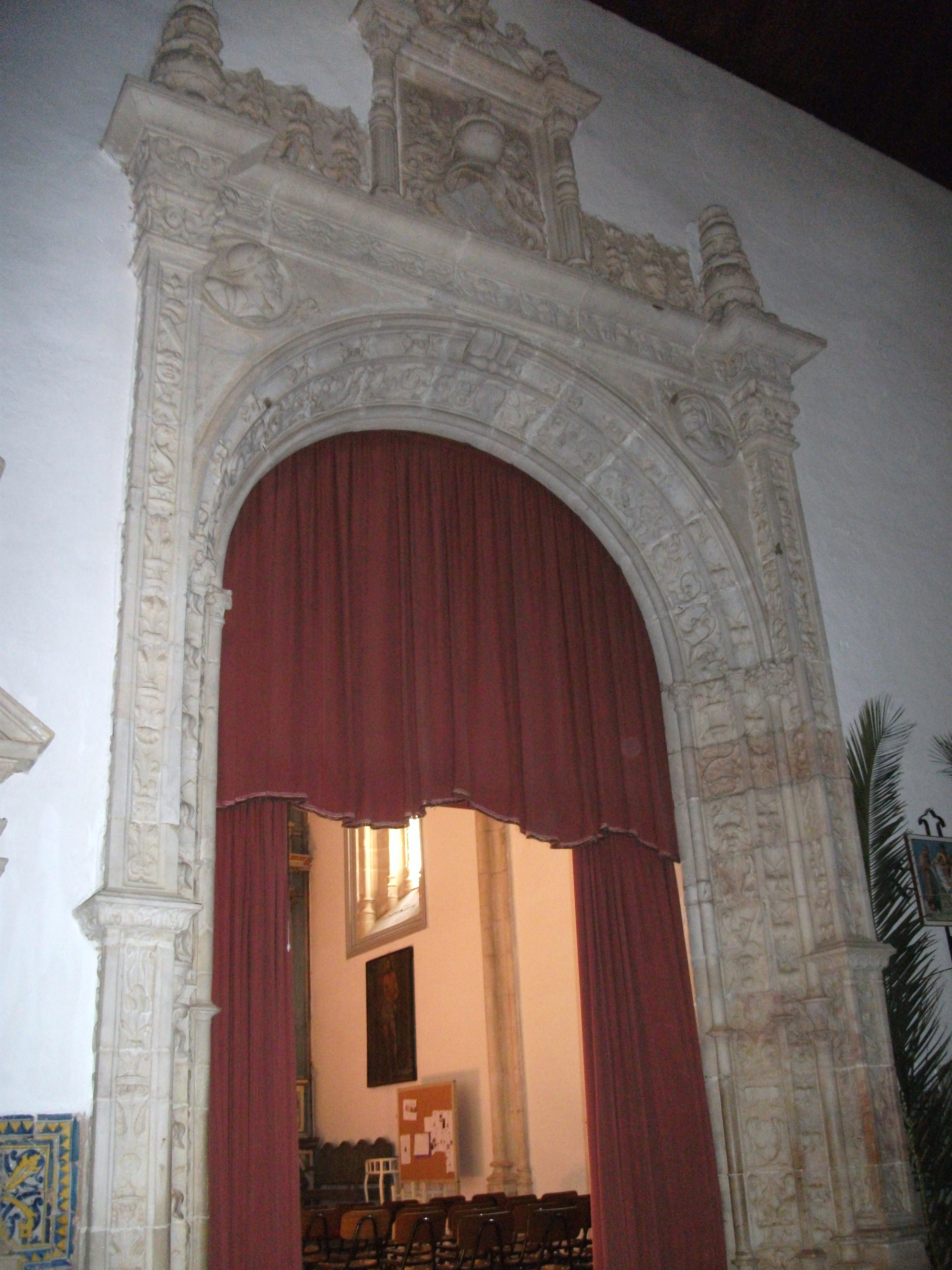
Entrada da Capela de D. Fradique de Portugal.
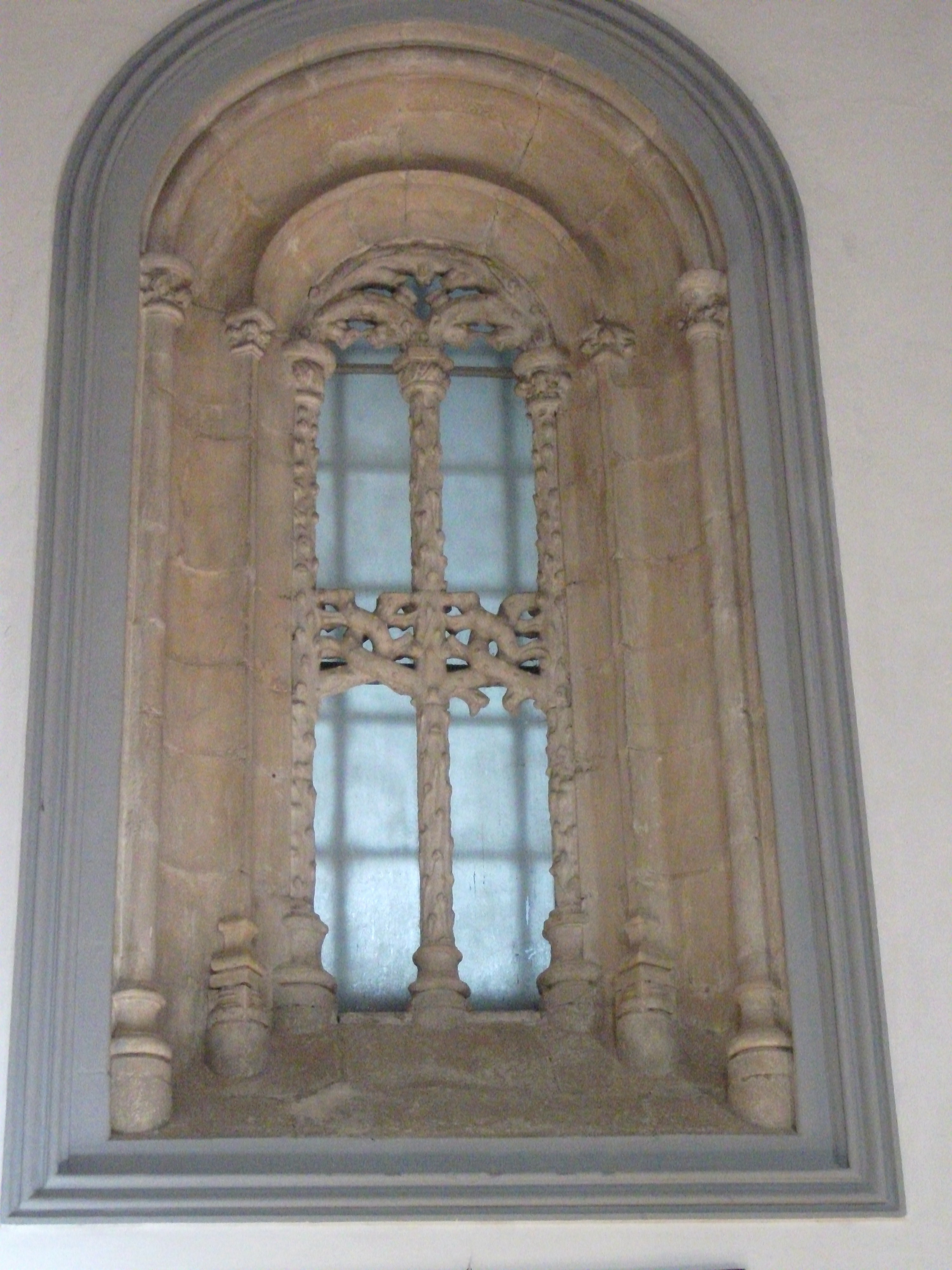
Janela manuelina no interior da Capela de D. Fradique de Portugal.